# Anta de Zedes
L'Anta de Zedes (aussi appelé Casa da Moura) est un dolmen sur le territoire de la municipalité de Carrazeda de Ansiães (District de Bragance) au Portugal. 
,. 
Le mot anta est l'équivalent portugais d'« ante » (pilier terminal d'un temple grec ou romain), mais il est aussi employé pour désigner les pierres d'un dolmen ou le dolmen lui-même. Environ 5 000 structures mégalithiques de ce type ont été construites au Néolithique dans l'ouest de la péninsule Ibérique par les successeurs de la culture de la céramique cardiale ou Cardial.
Il a été classé Bien d'intérêt public (Catégorie SIP) en 2013 .

## Description
Ce monument mégalithique comporte une chambre funéraire polygonale composée de sept orthostates de soutien et d'une dalle de couverture, avec un vestige d'allée couverte constitué de deux longues pierres. 
Des restes de peinture rouge ont été trouvés sur la pierre de façade et les trois pierres de soutènement adjacentes du mur sud, et il y a des incisions et de petits cupules sur la pierre de couronnement.